# 베티 파슨스
베티 파슨스(Betty Parsons, 본명:베티 비에르네 피어슨/Betty Bierne Pierson, 1900년 1월 31일 ~ 1982년 7월 23일)는 미국의 회화, 미술상, 미술품 수집가로, 추상표현주의의 초창기 판촉 활동을 한 유명한 미술인이기도 하다. 그래서 미국의 전위파 예술가로도 알려져 왔다.

## 같이 보기
- 아트 스튜던츠 리그 오브 뉴욕(영어판)
- 뉴욕 스쿨(영어판)

## 추가 정보
- 엘렌 아일론(영어판), Introduction by Judith E. Stein. "The Parsons Effect". Art in America, November 2013. New York: Brant Publications, Inc. pp. 132–139. (an interview from 1977)